# Dlouhá Loučka (Olomouc)
Dlouhá Loučka é uma comuna checa localizada na região de Olomouc, distrito de Olomouc.